# Orden de las Damas de la Banda
La Orden de las Damas de la Banda fue una orden creada por Juan I de Castilla en 1387 con el fin de honrar la memoria de las mujeres de Palencia que a principios de aquel año defendieron la ciudad del ataque de Juan de Gante, duque de Lancaster, obligando a las tropas inglesas a abandonar el sitio.
Su divisa fue una banda dorada, bordada del mismo metal, colocada de derecha a izquierda.

## Historia
En 1386, como consecuencia de la batalla de Aljubarrota (1385), las ciudades de Castilla se encontraban desguarnecidas, pues los hombres se encontraban al servicio del rey. Juan de Gante, duque de Lancaster, intentó aprovechar la circunstancia para reivindicar la Corona de Castilla, de la que se consideraba pretendiente legítimo. Entró en la península por Galicia, tomando las ciudades de La Coruña, Santiago de Compostela y Orense, y libró algunas batallas en el frente castellano hasta llegar a Palencia. Las mujeres formaron un ejército y se levantaron en armas, consiguiendo defender la plaza y obligar a los ingleses a levantar el sitio y retirarse en desorden, frenando las pretensiones del duque a la corona, que terminó pactando con Juan I de Castilla en 1388, casando a su hija Catalina de Lancaster con el príncipe Enrique (futuro Enrique III de Castilla), hijo del castellano. Por este motivo, el enlace real tuvo se celebró en Palencia.
El monarca les concedió el privilegio perpetuo de llevar la banda dorada como la traían los caballeros de la Orden de la Banda, y poder adornar sus tocas con los colores rojo y oro, privilegio reservado a los caballeros. El propio Juan I agregó esta orden a la de caballeros de la Banda, fundada por su abuelo paterno el rey Alfonso XI en 1330 para honrar a los hijos segundos de las familias nobles y cuyo objeto era pelear contra los árabes prestando además socorro a los desvalidos y a las damas.
En la ciudad de Palencia se conserva una mesa que recuerda el privilegio, que hoy en día es un distintivo que únicamente pueden llevar las mujeres palentinas. Además, el traje regional de Palencia incorpora una banda dorada en recuerdo de este privilegio.